# NHLドラフト
NHLドラフトは、北米のプロアイスホッケーリーグ、NHLが主催するドラフト会議である。正式にはNHLエントリードラフト（NHL Entry Draft）。

## 概要
NHLのドラフトは2日間にわたって行われる。大きな特徴として、公式戦の試合が行われるリンクに観客を入れ、さらに1巡目指名はテレビ生中継も行われるなどショーアップされて催されている。
ドラフトはウェーバー方式によって行われるが、NBA同様ロッタリーが導入されている。また、1度のドラフトで300人近くが指名される。
当初、指名対象は17歳以上であったが、1980年からは18歳以上で、北米の選手は20歳までとなっている。

## 歴史
1963年6月5日、モントリオールのクイーンエリザベスホテルにて第1回NHLアマチュアドラフトが開催された。記念すべき最初の指名選手はモントリオール・カナディアンズに指名されたゲーリー・モナハンで、後に西武鉄道アイスホッケー部でもプレーした選手でもある。
1974年に、バッファロー・セイバーズは実在しない日本人ツジモト・タロウを11巡目に指名した。
1979年には「アマチュア」から「エントリー」に変更した。これは消滅した別のプロリーグであるWHAの選手を受け入れるためである。
1992年には三浦浩幸が日本人初のドラフト選手として全体260位でカナディアンズから指名を受けた。
2004年には福藤豊がロサンゼルス・キングスから日本人で2人目のドラフト全体238位を受けた。

## ドラフト一覧
| Draft | 会場                                       | 都市                            | 日時              | 指名者数 | 1位指名                                                   |
| ----- | ------------------------------------------ | ------------------------------- | ----------------- | -------- | --------------------------------------------------------- |
| 1963  | クイーン・エリザベス・ホテル               | モントリオール                  | 6月5日            | 21       | ゲーリー・モナハン (モントリオール・カナディアンズ)       |
| 1964  | クイーン・エリザベス・ホテル               | モントリオール                  | 6月11日           | 24       | Claude Gauthier (デトロイト・レッドウィングス)            |
| 1965  | クイーン・エリザベス・ホテル               | モントリオール                  | 4月27日           | 11       | André Veilleux (ニューヨーク・レンジャース)               |
| 1966  | クイーン・エリザベス・ホテル               | モントリオール                  | 4月25日           | 24       | バリー・ギブズ (ボストン・ブルーインズ)                   |
| 1967  | クイーン・エリザベス・ホテル               | モントリオール                  | 7月7日            | 18       | Rick Pagnutti (ロサンゼルス・キングス)                    |
| 1968  | クイーン・エリザベス・ホテル               | モントリオール                  | 6月13日           | 24       | Michel Plasse (モントリオール・カナディアンズ)            |
| 1969  | クイーン・エリザベス・ホテル               | モントリオール                  | 6月11日           | 84       | Réjean Houle (モントリオール・カナディアンズ)             |
| 1970  | クイーン・エリザベス・ホテル               | モントリオール                  | 6月11日           | 115      | Gilbert Perreault (バッファロー・セイバーズ)              |
| 1971  | クイーン・エリザベス・ホテル               | モントリオール                  | 6月10日           | 117      | ギイ・ラフレール (モントリオール・カナディアンズ)         |
| 1972  | クイーン・エリザベス・ホテル               | モントリオール                  | 6月8日            | 152      | ビリー・ハリス (ニューヨーク・アイランダース)             |
| 1973  | マウント・ロイヤル・ホテル                 | モントリオール                  | 5月15日           | 168      | デニス・ポトビン (ニューヨーク・アイランダース)           |
| 1974  | NHLモントリオール事務所                    | モントリオール                  | 5月28日           | 247      | グレグ・ジョリ (ワシントン・キャピタルズ)                 |
| 1975  | NHLモントリオール事務所                    | モントリオール                  | 6月3日            | 217      | Mel Bridgman (フィラデルフィア・フライヤーズ)             |
| 1976  | NHLモントリオール事務所                    | モントリオール                  | 6月1日            | 135      | リック・グリーン (ワシントン・キャピタルズ)               |
| 1977  | NHLモントリオール事務所                    | モントリオール                  | 6月14日           | 185      | Dale McCourt (デトロイト・レッドウィングス)               |
| 1978  | クイーン・エリザベス・ホテル               | モントリオール                  | 6月15日           | 234      | ボビー・スミス (ミネソタ・ノーススターズ)                 |
| 1979  | クイーン・エリザベス・ホテル               | モントリオール                  | 8月9日            | 126      | Rob Ramage (コロラド・ロッキーズ)                         |
| 1980  | モントリオール・フォーラム                 | モントリオール                  | 6月11日           | 210      | Doug Wickenheiser (モントリオール・カナディアンズ)        |
| 1981  | モントリオール・フォーラム                 | モントリオール                  | 6月10日           | 211      | Dale Hawerchuk (ウィニペグ・ジェッツ)                     |
| 1982  | モントリオール・フォーラム                 | モントリオール                  | 6月9日            | 252      | Gord Kluzak (ボストン・ブルーインズ)                      |
| 1983  | モントリオール・フォーラム                 | モントリオール                  | 6月8日            | 242      | Brian Lawton (ミネソタ・ノーススターズ)                   |
| 1984  | モントリオール・フォーラム                 | モントリオール                  | 6月9日            | 250      | マリオ・ルミュー (ピッツバーグ・ペンギンズ)               |
| 1985  | トロント・コンベンションセンター           | トロント                        | 6月15日           | 252      | ウェンデル・クラーク (トロント・メープルリーフス)         |
| 1986  | モントリオール・フォーラム                 | モントリオール                  | 6月21日           | 252      | ジョー・マーフィー (デトロイト・レッドウィングス)         |
| 1987  | ジョー・ルイス・アリーナ                   | デトロイト                      | 6月13日           | 252      | Pierre Turgeon (バッファロー・セイバーズ)                 |
| 1988  | モントリオール・フォーラム                 | モントリオール                  | 6月11日           | 252      | マイク・モダノ (ミネソタ・ノーススターズ)                 |
| 1989  | メット・センター                           | ブルーミントン (ミネソタ州)     | 6月17日           | 252      | Mats Sundin (ケベック・ノルディクス)                      |
| 1990  | BCプレイス                                 | バンクーバー                    | 6月16日           | 250      | オーウェン・ノーラン (ケベック・ノルディクス)             |
| 1991  | バッファロー・メモリアル・オーディトリアム | バッファロー (ニューヨーク州)   | 6月22日           | 264      | Eric Lindros (ケベック・ノルディクス)                     |
| 1992  | モントリオール・フォーラム                 | モントリオール                  | 6月20日           | 264      | Roman Hamrlík (タンパベイ・ライトニング)                  |
| 1993  | Colisee de Quebec                          | ケベック・シティー              | 6月26・27日       | 286      | Alexandre Daigle (オタワ・セネターズ)                     |
| 1994  | Hartford Civic Center                      | ハートフォード (コネチカット州) | 6月28日           | 286      | エド・ヨバノフスキ (フロリダ・パンサーズ)                 |
| 1995  | Edmonton Coliseum                          | エドモントン                    | 6月28日           | 234      | Bryan Berard (オタワ・セネターズ)                         |
| 1996  | Kiel Center                                | セントルイス                    | 6月22日           | 241      | クリス・フィリップス (オタワ・セネターズ)                 |
| 1997  | Civic Arena                                | ピッツバーグ                    | 6月21日           | 246      | ジョー・ソーントン (ボストン・ブルーインズ)               |
| 1998  | Marine Midland Arena                       | バッファロー                    | 6月27日           | 258      | Vincent Lecavalier (タンパベイ・ライトニング)             |
| 1999  | FleetCenter                                | ボストン                        | 6月26日           | 272      | パトリック・ステファン (アトランタ・スラッシャーズ)       |
| 2000  | Canadian Airlines Saddledome               | カルガリー                      | 6月24・25日       | 293      | リック・ディピエトロ (ニューヨーク・アイランダース)       |
| 2001  | National Car Rental Center                 | フロリダ州サンライズ            | 6月23・24日       | 289      | イリヤ・コバルチャク (アトランタ・スラッシャーズ)         |
| 2002  | エア・カナダ・センター                     | トロント                        | 6月22・23日       | 290      | リック・ナッシュ (コロンバス・ブルージャケッツ)           |
| 2003  | Gaylord Entertainment Center               | ナッシュビル                    | 6月21・22日       | 292      | Marc-André Fleury (ピッツバーグ・ペンギンズ)              |
| 2004  | RBC Center                                 | ローリー                        | 6月26・27日       | 291      | アレクサンドル・オベチキン (ワシントン・キャピタルズ)     |
| 2005  | ウェスティンホテル・オタワ1                | オタワ                          | 7月30日           | 230      | シドニー・クロスビー (ビッツバーグ・ペンギンス)           |
| 2006  | General Motors Place                       | バンクーバー                    | 6月24日           | 213      | エリック・ジョンソン (セントルイス・ブルース)             |
| 2007  | ネイションワイド・アリーナ                 | コロンバス                      | 6月22・23日       | 211      | パトリック・ケイン (シカゴ・ブラックホークス)             |
| 2008  | スコシアバンク・プレイス                   | オタワ                          | 6月20・21日       | 211      | スティーブン・スタムコス (タンパベイ・ライトニング)       |
| 2009  | ベル・センター                             | モントリオール                  | 6月26・27日       | 211      | John Tavares (ニューヨーク・アイランダース)               |
| 2010  | ステイプルズ・センター                     | ロサンゼルス                    | 6月25・26日       | 210      | テイラー・ホール (エドモントン・オイラーズ)               |
| 2011  | エクセル・エナジー・センター               | セントポール                    | 6月24・25日       | 211      | Ryan Nugent-Hopkins (エドモントン・オイラーズ)            |
| 2012  | コンソル・エナジー・センター               | ピッツバーグ                    | 6月22・23日       | 211      | ネイル・ヤクポフ (エドモントン・オイラーズ)               |
| 2013  | プルデンシャル・センター                   | ニュージャージー州ニューアーク  | 6月28・29・30日   | 211      | ネイサン・マキノン (コロラド・アバランチ)                 |
| 2014  | ウェルズ・ファーゴ・センター               | フィラデルフィア                | 6月27・28日       | TBD      | Aaron Ekblad (フロリダ・パンサーズ)                       |
| 2015  | BB&Tセンター                               | フロリダ州サンライズ            | 6月26・27日       | TBD      | コナー・マクデビッド (エドモントン・オイラーズ)           |
| 2016  | ファースト・ナイアガラ・センター           | ニューヨーク州バッファロー      | 6月24・25日       | 211      | オーストン・マシューズ (トロント・メープルリーフス)       |
| 2017  | ユナイテッド・センター                     | シカゴ                          | 6月22・23日       | 217      | ニコ・ヒシァー (ニュージャージー・デビルス)               |
| 2018  | アメリカン・エアラインズ・センター         | ダラス                          | 6月22・23日       | 217      | ラスマス・ダリーン (バッファロー・セイバーズ)             |
| 2019  | ロジャーズ・アリーナ                       | バンクーバー                    | 7月21・22日       | 217      | ジャック・ヒューズ（ニュージャージー・デビルス）          |
| 2020  | NHLネットワークスタジオ2                   | セカーカス                      | October 6–7, 2020 | 2163     | Alexis Lafreniere (New York Rangers)                      |
| 2021  | NHLネットワークスタジオ2                   | セカーカス                      | 7月23・24日       | 2233     | オーウェン・パワー (バッファロー・セイバーズ)             |
| 2022  | ビル・センター                             | モントリオール                  | 7月7・8日         | 225      | ユライ・スラフォコフスキ (モントリオール・カナディアンズ) |
| 2023  | ブリヂストン・アリーナ                     | ナッシュビル                    | 6月28・29日       | 224      | コナー・ベダード (シカゴ・ブラックホークス)               |
| 2024  | Sphere                                     | パラダイス (ネバダ州)           | 6月28・29日       | 225      | Macklin Celebrini (サンノゼ・シャークス)                  |

Notes
1. Originally scheduled to be hosted at Corel Centre; venue location changed due to scheduling conflict related to the league's CBA negotiations that ended the 2004–05 lockout.
2. Originally scheduled to be hosted at the Bell Centre in Montreal, Quebec, from June 26–27 before the season was suspended after March 11, 2020, due to the COVID-19 pandemic; draft was held via conference call as a result. The 2021 draft was also held via conference call due to the pandemic.
3. The Arizona Coyotes forfeited their 2020 second-round pick as the result of a penalty due to violations of the NHL Combine Testing Policy during the 2019–20 NHL season. They also forfeited their 2021 first-round pick.[1]